# Логор Маутхаузен (1914—1918)
Логор Маутхаузен званично „Царски и краљевски логор за ратне заробљенике Маутхаузен” био је концентрациони логор за ратне заробљенике и интерниране цивиле у Првом светском рату. Налазио се на Дунаву у близини Линца, на путу према Пергу. Основан као логор за српске заробљенике и интернирце накнадно је примао и затворенике других народности. У току Првог светског рата у њему је логорисано 40000 заробљених и интернираних лица, од којих је било 15000 Срба. Број српских жртава је 8256 уморених лица.

## Оснивање логора
Формиран је 22. септембра 1918. године. Слично као и код логора Нађмеђер и овде су на логораши доведени на голу ледину окружену бодљикавом жицом на којој су накнадно изградили 80 типских дрвених барака. Прве две групе српских заробљеника и интернираца су доведене у октобру и новембру 1914. да би у децембру исте године овај број достигао 15000. Годину дана касније је укупан број затвореника био 40000. Поред српских ту су логорисани и италијански заробљеници.

## Број жртава
Душан Стојиљковић, који је и сам током Другог светског рата био затворен у логору Маутхаузен, је покушао да истражи број српских жртава настрадалих у Првом светском рату. Према његовој књизи "Плава дунавска гробница" само у периоду од четири месеца, од новембра 1914 до априла 1915 је страдало 7038 српских логораша. До овог броја је дошао сабирајући податке са пет сачуваних спомен-каменова у једном углу логора, који су означавали масовне гробнице. На њима је на немачком језику написано да се ради о српским ратницима и наводи се број сахрањених. После тешког страдања Срба 1914-1915 у овом логору је био затворен и велики број Италијана, али су српски затвореници страдали у њему све до затварања логора крајем 1918. године.
И аустроугарска штампа је доносила извештаје из логора. Маутхаузен је током рата био познат као ”српски логор”, сем у последњој години рата, када се помињу скоро без изузетка само италијански заробљеници. У извештају из 1915. године под називом ”Шта се дешава у једном српском логору?” између осталог пише:
Прво је наиме био само један лекар. Поред тога кишовито време је цео логор претворило у блатно море. Није никакво чудо да се број умрлих стално повећавао. У почетку је умирало двоје, четворо или шесторо на дан, затим по дванаест, да би се број убрзо попео на 30 до 50, а касније и на 80 мртвих дневно. Данас је и број од 100 већ одавно прекорачен. Прошле суботе, 23. јануара, број умрлих је достигао 180. Тела умрлих су увијана у дезинфиковане чаршафе и тако сахрањивана. Копање гробница представља проблем јер су Срби који су задужени за то и сами ослабљени болешћу. У задње време је већи број радника у логору који су задужени за спровођење санитетских мера, нарочито за исушивање земљишта. Али они морају поред тога и да носе храну у бараке, јер су Срби, од којих се њих 90% може сматрати болеснима, толико слаби да не могу ни напоље изаћи. (Salzburger Chronik, 1915/01/30).